# IESHIL
IESHIL（イエシル）は、株式会社リブセンスが運営する不動産売買情報サイト。

## 概要
運営元のリブセンスは2006年2月に設立され、2015年8月にIESHIL（イエシル）（β版）のサービス提供を開始された。
特徴として、リアルタイム査定、不動産アドバイザーサービス、中立なレイティングによる不動産価値の算定が挙げられる。
不動産売買サポートサービスの他に、2015年12月に不動産売買専門情報サイトイエシルコラムを公開している。
2021年1月にβ版をとりIESHILとなった。なお文中でサービス名を表記する場合は、大文字の英語もしくはカタカナ表記が正式となっており、ロゴのように「IESHiL」のiを小文字で表記するのは間違い。

## 略歴
- 2015年8月 - リブセンスがIESHILを立ち上げ
- 2015年12月 - IESHILコラムをリリース
- 2016年2月 - IESHILアドバイザーサービスを開始[2]
- 2016年5月 - リアルタイム査定エリアを首都圏全域に拡大[3]
- 2018年4月 - 災害リスク・学区情報の提供開始[4]
- 2019年1月 - 保育園情報の提供開始[5]